# Vincent Muratori
Vincent Muratori est un footballeur français né le 3 août 1987 à Orange (Vaucluse) qui évolue au poste de défenseur.

## Biographie
Né à Orange, Muratori intègre le centre de formation de l'AS Monaco. Au début de la saison 2007-2008, il signe son premier contrat pro avec le club de la principauté. À la surprise générale il s'impose comme titulaire dès sa première saison, et ce aux dépens de Jérémy Berthod.
En 2008-2009 il n'aura que peu de temps de jeu, bousculé par Leandro Cufré, celui-ci finira par partir mais Muratori ne pourra à peine en profiter à cause d'une blessure. Il joue régulièrement durant la saison 2008-2009 avec l'équipe de CFA de Monaco, tout comme Serge Gakpé et Djamel Bakar, pour retrouver son meilleur niveau mais aussi sauver de la descente la CFA.
Lors de la saison 2009-2010, il est en concurrence avec Djimi Traoré que Guy Lacombe a fait venir. De ce fait, il se contente d'un poste de remplaçant, voire d'ailier gauche avec une certaine réussite, comme sa passe décisive pour Moussa Maazou contre le FC Lorient lors de la 36e journée.
Il commence très bien la saison 2010-2011 (il réalise une passe décisive lors de la 4e journée pour Daniel Niculae) avant d'être freiné, une fois de plus, par une blessure, non grave tout de même, mais aura montré de grosses qualités en arrière gauche, et en ailier gauche comme le fait jouer Lacombe en dépannage. Il enchaîne par la suite les matchs et quelques blessures. Du fait de son amour du maillot communicatif (il va souvent voir les supporters à la fin des matchs pour leur offrir son maillot) et de ses performances régulières lors du mois d'avril, il est élu meilleur joueur de ce mois par les internautes du site officiel de l'AS Monaco FC. Il est également considéré comme un joueur très émotionnel, en témoigne le match contre le SM Caen lors de la 25e journée où il est contraint de sortir sur blessure : il le fait en larmes.
À l'aube de la saison 2011-2012 qui se passera en Ligue 2, il est présenté comme la meilleure solution au poste d'arrière gauche, néanmoins, il intéresse l'AJ Auxerre qui s'est vu rejeter une première offre de 450 000 € pour s'attacher ses services. Ce mercato estival révèle également des contacts avec le Stade brestois 29, ces contacts auraient pu déboucher sur un transfert mais le natif d'Orange se blesse sérieusement pour un mois, ce qui stoppe les contacts entre les deux parties. 
Finalement, il reste à l'AS Monaco pour y disputer sa 5e saison en tant que professionnel et dispute son premier match de Ligue 2 au stade Félix-Bollaert contre le RC Lens pour le compte de la 5e journée, son équipe réalise un match nul 2-2 (le quatrième en cinq matchs) au bout du suspense grâce au premier but de Ludovic Giuly en Ligue 2. 
Encore une fois très souvent blessé pendant la saison, il ne joue que 10 matchs de Ligue 2. Il découvre également un nouveau poste puisque Marco Simone décide de le placer dans l'axe de la défense à plusieurs reprises pour pallier les absences de coéquipiers.
Non conservé à l'issue de son contrat en juin 2012, il quitte donc son club formateur après cinq saisons. Il s'engage alors pour trois ans avec l'AS Nancy-Lorraine le 31 juillet.
Le 2 février 2018, Muratori marque son premier but professionnel face au Valenciennes FC pour le compte de la 24e journée de  Ligue 2.
Lors de la saison 2018-2019, il est l'un des trois délégués syndicaux de l'UNFP au sein de l'AS Nancy-Lorraine.

## Statistiques détaillées
| Saison                | Club                  | Championnat           | Championnat | Championnat | Coupe nationale | Coupe nationale | Coupe de la Ligue | Coupe de la Ligue | Total | Total |
| Saison                | Club                  | Division              | M.          | B.          | M.              | B.              | M.                | B.                | M.    | B.    |
| 2007-2008             | AS Monaco             | Ligue 1               | 22          | 0           | 1               | 0               | 1                 | 0                 | 24    | 0     |
| 2008-2009             | AS Monaco             | Ligue 1               | 8           | 0           | 2               | 0               | 1                 | 0                 | 11    | 0     |
| 2009-2010             | AS Monaco             | Ligue 1               | 16          | 0           | 1               | 0               | 1                 | 0                 | 18    | 0     |
| 2010-2011             | AS Monaco             | Ligue 1               | 17          | 0           | -               | -               | -                 | -                 | 17    | 0     |
| 2011-2012             | AS Monaco             | Ligue 2               | 10          | 0           | 2               | 0               | 1                 | 0                 | 13    | 0     |
| Sous-total            | Sous-total            | Sous-total            | 73          | 0           | 6               | 0               | 4                 | 0                 | 83    | 0     |
| 2012-2013             | AS Nancy-Lorraine     | Ligue 1               | 15          | 0           | 3               | 0               | 1                 | 0                 | 19    | 0     |
| 2013-2014             | AS Nancy-Lorraine     | Ligue 2               | 30          | 0           | 1               | 0               | -                 | -                 | 31    | 0     |
| 2014-2015             | AS Nancy-Lorraine     | Ligue 2               | 31          | 0           | 2               | 0               | -                 | -                 | 33    | 0     |
| 2015-2016             | AS Nancy-Lorraine     | Ligue 2               | 33          | 0           | -               | -               | -                 | -                 | 33    | 0     |
| 2016-2017             | AS Nancy-Lorraine     | Ligue 1               | 17          | 0           | 1               | 0               | 3                 | 0                 | 21    | 0     |
| 2017-2018             | AS Nancy-Lorraine     | Ligue 2               | 26          | 1           | 3               | 0               | -                 | -                 | 29    | 1     |
| 2018-2019             | AS Nancy-Lorraine     | Ligue 2               | 12          | 0           | 1               | 0               | 1                 | 0                 | 14    | 0     |
| 2019-2020             | AS Nancy-Lorraine     | Ligue 2               | 17          | 0           | 4               | 0               | 2                 | 0                 | 23    | 0     |
| Sous-total            | Sous-total            | Sous-total            | 181         | 1           | 15              | 0               | 7                 | 0                 | 203   | 1     |
| 2020-2021             | RC Grasse             | National 2            | 1           | 0           | -               | -               | -                 | -                 | 1     | 0     |
| 2021-2022             | RC Grasse             | National 2            | 19          | 0           | 1               | 0               | -                 | -                 | 20    | 0     |
| 2022-2023             | RC Grasse             | National 2            | 25          | 1           | 4               | 0               | -                 | -                 | 29    | 1     |
| Sous-total            | Sous-total            | Sous-total            | 45          | 1           | 5               | 0               | -                 | -                 | 50    | 1     |
| Total sur la carrière | Total sur la carrière | Total sur la carrière | 299         | 2           | 26              | 0               | 11                | 0                 | 336   | 2     |

## Palmarès

### En club
| - AS Monaco - Coupe de France - Finaliste : 2010 | - AS Nancy-Lorraine - Championnat de France de Ligue 2 - Vainqueur : 2016 |